# Naser Orić
Pour les articles homonymes, voir Oric.
Naser Orić (né le 3 mars 1967) est un ancien commandant bosniaque. Il commanda les forces de l'Armée de la république de Bosnie-Herzégovine dans l'enclave de Srebrenica lorsque celle-ci était encerclée par les forces serbes pendant la guerre de Bosnie-Herzégovine. 
En 2006, il est condamné à deux ans d'emprisonnement par le Tribunal pénal international pour l'ex-Yougoslavie pour n'avoir pas empêché la mort de cinq et le mauvais traitement de onze détenus serbes de Bosnie entre fin 1992 et début 1993 et est acquitté des autres charges de destruction de village et d'infrastructure civile retenues contre lui faute de preuves que les forces bosniennes en étaient responsables. Au jugement en appel du 3 juillet 2008, Naser Orić est finalement acquitté de toutes les charges retenues contre lui. 
Le 4 octobre 2008, il est arrêté par la police bosniaque dans le cadre d'une enquête sur le crime organisé en Bosnie-Herzégovine et est inculpé pour menaces, extorsion et possession illégale d'armes, de munitions et d'explosifs. Il est condamné le 1er juillet 2009 par le Tribunal de Sarajevo à deux ans de prison ferme pour possession illégale d'armes et d'explosifs mais est acquitté des autres accusations.

## Biographie
Naser Orić est né à Potočari dans la région de Srebrenica en Bosnie-Herzégovine alors dans la république fédérative socialiste de Yougoslavie. 
Il quitte son service militaire (1985-1986) dans l'ancienne Armée populaire yougoslave avec le grade de caporal. Il devient policier et travaille au ministère de l'Intérieur de la république de Serbie, et est garde du corps de Slobodan Milošević en 1991-1992. Il dirige en 1992 la police locale de son village. 
Dès le début du conflit, il est nommé chef de la défense territoriale de Srebrenica. Le chef d'état-major de l'Armée de Bosnie-Herzégovine (AbiH) le nomma commandant en chef des forces bosniaques dans l'enclave de Srebrenica de 1992 à 1995 (appelée 8e groupe opérationnel en 1994, rebaptisée ensuite 28e division du 2e corps de l’ABiH).
À la différence des autres villes de l'est de la Bosnie qui toutes tombent aux mains des Serbes en avril et mai 1992, Srebrenica tient bon. Les réfugiés musulmans s'y amassent. La région est encerclée, sans communication avec Sarajevo. À l'écart des grandes routes, elle manque de nourriture. Le premier convoi de vivres du Haut Commissariat des Nations unies pour les réfugiés n'y pénétrera qu'en novembre 1992. Beaucoup de Serbes des régions périphériques et de la ville ont rejoint l'armée serbe au début du conflit, aidés par la population serbe de la région qui leur a fourni des armes et des munitions telles que des obus de mortier[réf. nécessaire], participant même parfois aux attaques pour piller et détruire les maisons bosniaques. Pour briser l'enclavement, Naser Orić passe à l'offensive, étend son territoire. C'est pendant ces opérations que se produisent les crimes qui lui sont reprochés. Les forces bosniaques de l'ABiH, commandées par Naser Orić, conservaient, malgré la démilitarisation officielle, certaines de leurs armes et plusieurs tranchées derrière la zone sûre. Ainsi, le général français Philippe Morillon, qui commandait les forces de l'ONU sur place, accuse : « Dans la nuit du Noël orthodoxe, nuit sacrée de janvier 1993, Naser Orić a mené des raids sur des villages serbes... Il y a eu des têtes coupées, des massacres abominables commis par les forces de Naser Orić dans tous les villages avoisinants ».
Pour le procureur, Naser Oric est à ce moment-là, « l'autorité régnante et le seigneur de guerre de Srebrenica ». Auréolé de la gloire d'avoir empêché Srebrenica de tomber aux mains des Serbes, qui avaient lancé une brutale offensive pour s'emparer de la Bosnie orientale, Naser Orić « devient ivre de pouvoir » et ne s'embarrasse pas de faire respecter les lois et coutumes de la guerre. Ses hommes attaquent, pillent et brûlent une cinquantaine de villages et hameaux serbes des alentours. À Kravica et dans d'autres villages, Orić « commande et prend part personnellement » à ces attaques, selon son acte d'accusation.
John Jones propose un autre portrait de l'accusé. Aux yeux de la défense, Naser Orić n'a fait que défendre « son peuple » contre « la faim et les attaques » des Serbes de Bosnie qui assiégeaient la ville. Recourant à de nombreuses images vidéo, l'avocat rappelle la situation déplorable des milliers de personnes réfugiés à Srebrenica, « un véritable camp de concentration à ciel ouvert ». Il soutient que les attaques reprochées à Naser Orić n'étaient en fait que des opérations défensives destinées à arrêter les violences serbes et à alléger la famine. Et s'étonne de voir Naser Orić, un musulman accusé devant le TPI. « Était-ce un crime de vouloir résister au nettoyage ethnique ? », s'interroge-t-il. « Je pense que Naser est un honnête homme, un homme d'honneur qui essayait juste de défendre son peuple », confiait Munira Subasic, une des femmes rescapées du massacre de Srebrenica, peu avant le début du procès. Emir Suljagic, lui aussi survivant du massacre, donnait une image plus contrastée : « je sais combien c'était difficile, combien nous avions faim et combien nous étions exposés à la torture et à la destruction quotidiennement. Mais si c'était de nourriture dont nous avions besoin, il n'y avait pas de raisons de brûler des maisons serbes ». Il rappelait malgré tout, dans un autre article, avoir « du respect » pour Naser Orić : « C'est son courage et sa volonté de fer qui ont empêché la chute de Srebrenica dès 1992 ».
Il est évacué de Srebrenica avec le 8e groupe opérationnel avant la prise de l'enclave par l'armée des Serbes de Bosnie, en juillet 1995, échappant en particulier aux massacres qui y eurent lieu.
Orić ouvrit un club de sport à Tuzla après les accords de Dayton.
Le 28 mars 2003, il est poursuivi  par le TPIY pour « meurtres et traitements cruels à l'encontre des détenus civils serbes ». Il l'est également pour la destruction et le pillage d'une cinquantaine de villages et de hameaux serbes des communes de Srebrenica, Bratunac et Skelani, dont ses forces ont expulsé les habitants, entre mai 1992 et mars 1993. Ces faits sont qualifiés de « violations des lois et coutumes de la guerre ». Il est arrêté à son club par la SFOR le 10 avril 2003, condamné à 2 ans de prison en première instance puis acquitté en appel le 2 juillet 2008.